# Laurent Sciarra
Laurent Sciarra (ur. 8 sierpnia 1973 w Nicei) – francuski koszykarz, występujący na pozycji rozgrywającego, reprezentant Francji, olimpijczyk, po zakończeniu kariery zawodniczej – trener koszykarski.

## Osiągnięcia
Na podstawie, o ile nie zaznaczono inaczej.

### Drużynowe
- Mistrz Francji (1997)
- Zdobywca:
  - pucharu Francji (2001, 2005, 2006, 2010)
  - superpucharu Francji (2006)
- Finalista pucharu Polski (1998)

### Indywidualne
- MVP:
  - meczu gwiazd ligi francuskiej (2008)
  - krajowy ligi francuskiej (2005)
- Uczestnik meczu gwiazd:
  - FIBA EuroCup (2004, 2007)
  - ligi:
    - francuskiej LNB Pro A (1999–2004, 2006, 2008)
    - greckiej (2002)
- Zwycięzca konkursu rozgrywający podczas meczu gwiazd ligi francuskiej (2003, 2004)
- Lider ligi francuskiej Pro A w asystach (1995, 1996, 1999, 2003–2007)

### Reprezentacja
Seniorów
- Wicemistrz olimpijski (2000)
- Uczestnik:
  - mistrzostw Europy (1997 – 10. miejsce, 1999 – 4. miejsce, 2001 – 6. miejsce)
  - kwalifikacji do Eurobasketu (1997, 2003)

Młodzieżowe
- Mistrz Europy U–18 (1992)
- Wicemistrz świata U–22 (1993)
- Uczestnik mistrzostw Europy U–22 (1994 – 11. miejsce)